# Ulica Józefa Piłsudskiego w Częstochowie
Ulica Józefa Piłsudskiego – jedna z głównych ulic w śródmieściu Częstochowy, rozciąga się pomiędzy Piotrkowską a Alejami. Przy tej ulicy znajduje się dworzec kolejowy Częstochowa oraz siedziba Regionalnego Towarzystwa Zachęty Sztuk Pięknych w Częstochowie Konduktorownia.
Ulicę wytyczono w okresie zaborów, jako drogę dojazdową do budowanego dworca kolei warszawsko-wiedeńskiej, otrzymała ona nazwę Dojazd. Przy ulicy znajdowały się, oprócz dworca restauracje i hotele, tak też pozostało do dziś. W 1920 roku znajdujący się przy tej ulicy hotel "Polonia" był nieformalną siedzibą emigracyjnych władz Ukrainy. W 1979 roku zburzono dworzec kolejowy.
Bezpośrednio po wizycie w mieście Józefa Piłsudskiego (20 października 1921 r.) ul. Dojazd przemianowano na ul. Piłsudskiego. Po II wojnie światowej patronem ulicy został gen. Karol Świerczewski. Pod koniec lat 1980. Piłsudski został na krótko patronem ulicy na Parkitce, jednak szybko przemianowano ją na ul. Okulickiego, a Piłsudskiego przywrócono jako patrona ulicy prowadzącej do dworca w miejsce Świerczewskiego.

## Aleja Frytkowa
Ulica znana jest wśród mieszkańców Częstochowy i nie tylko jako Aleja Frytkowa. Przydomek ten zyskała dzięki znajdującym się przy niej licznym budkom oferującym frytki i inne posiłki typu fast food.
W 2008 roku polski raper Łona wraz z Webberem wydali utwór Świat jest pełen filozofów, który opowiada o częstochowskiej Alei Frytkowej. Utwór został wydany na płycie Insert EP. O alei kilkakrotnie wspomina również zespół Nefre m.in. w piosence Częstochowa, była ona także głównym motywem teledysku Kto wie.

## Galeria

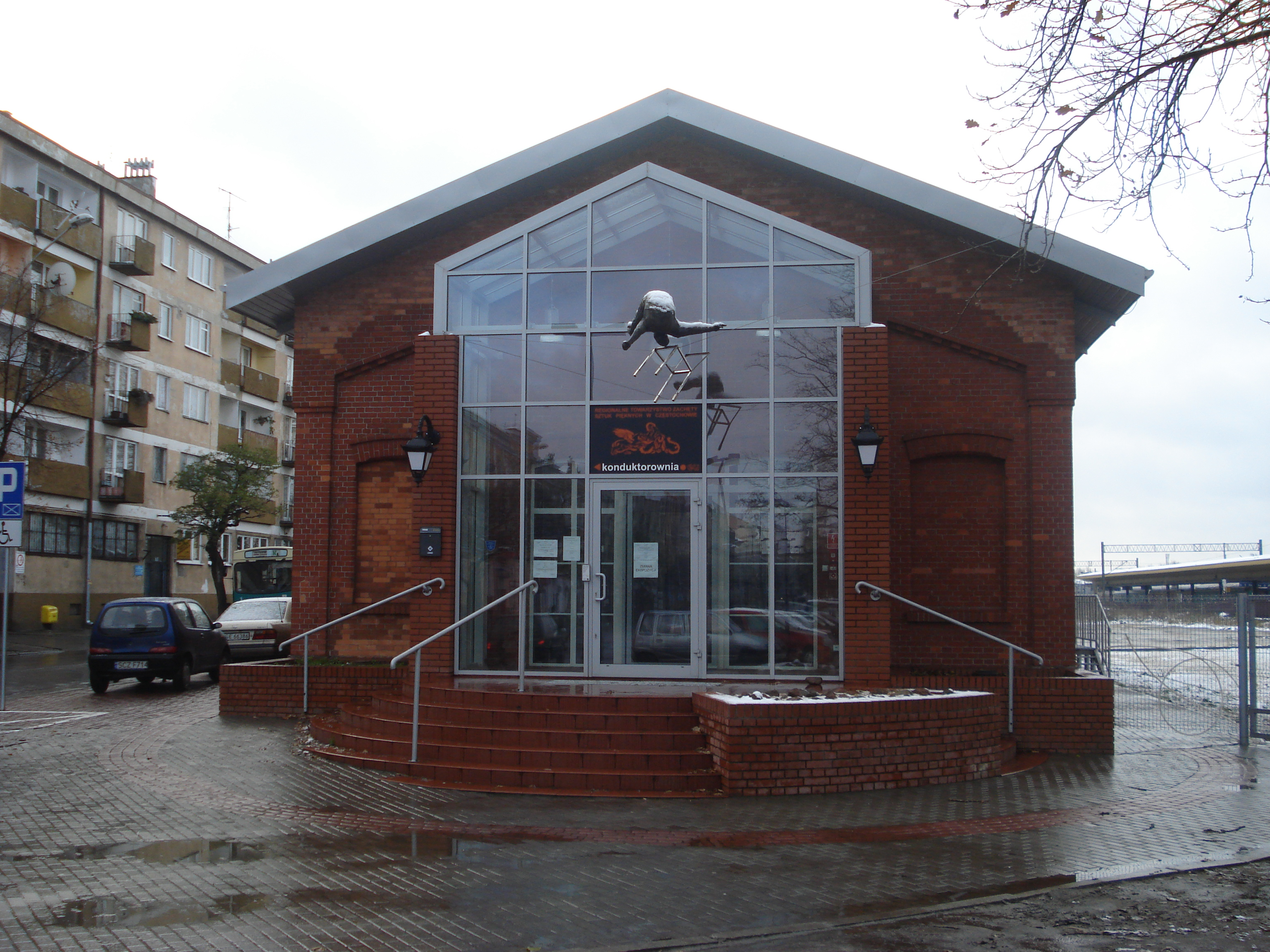
Galeria Konduktorownia
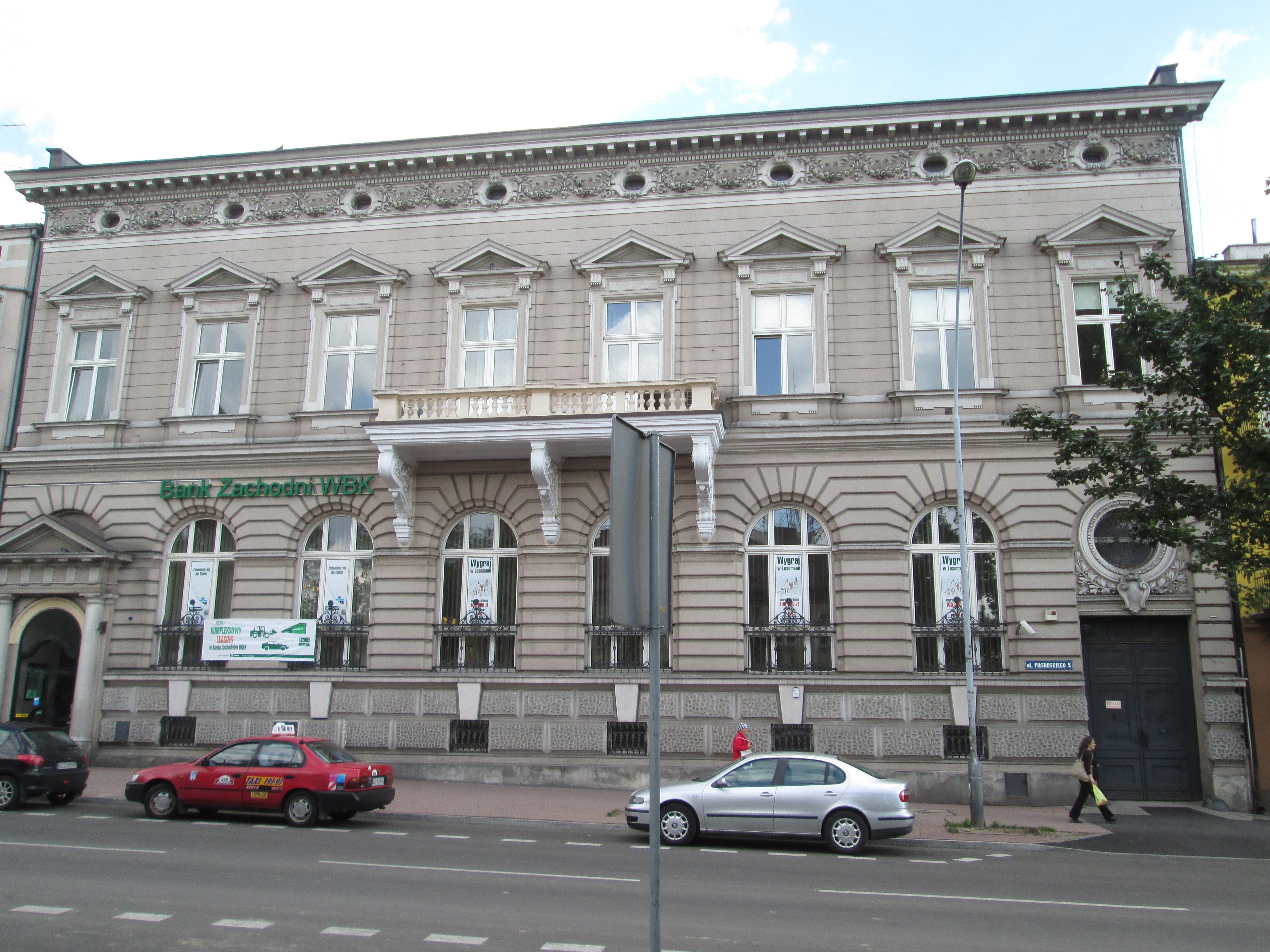
Zabytkowa kamienica z nr 5
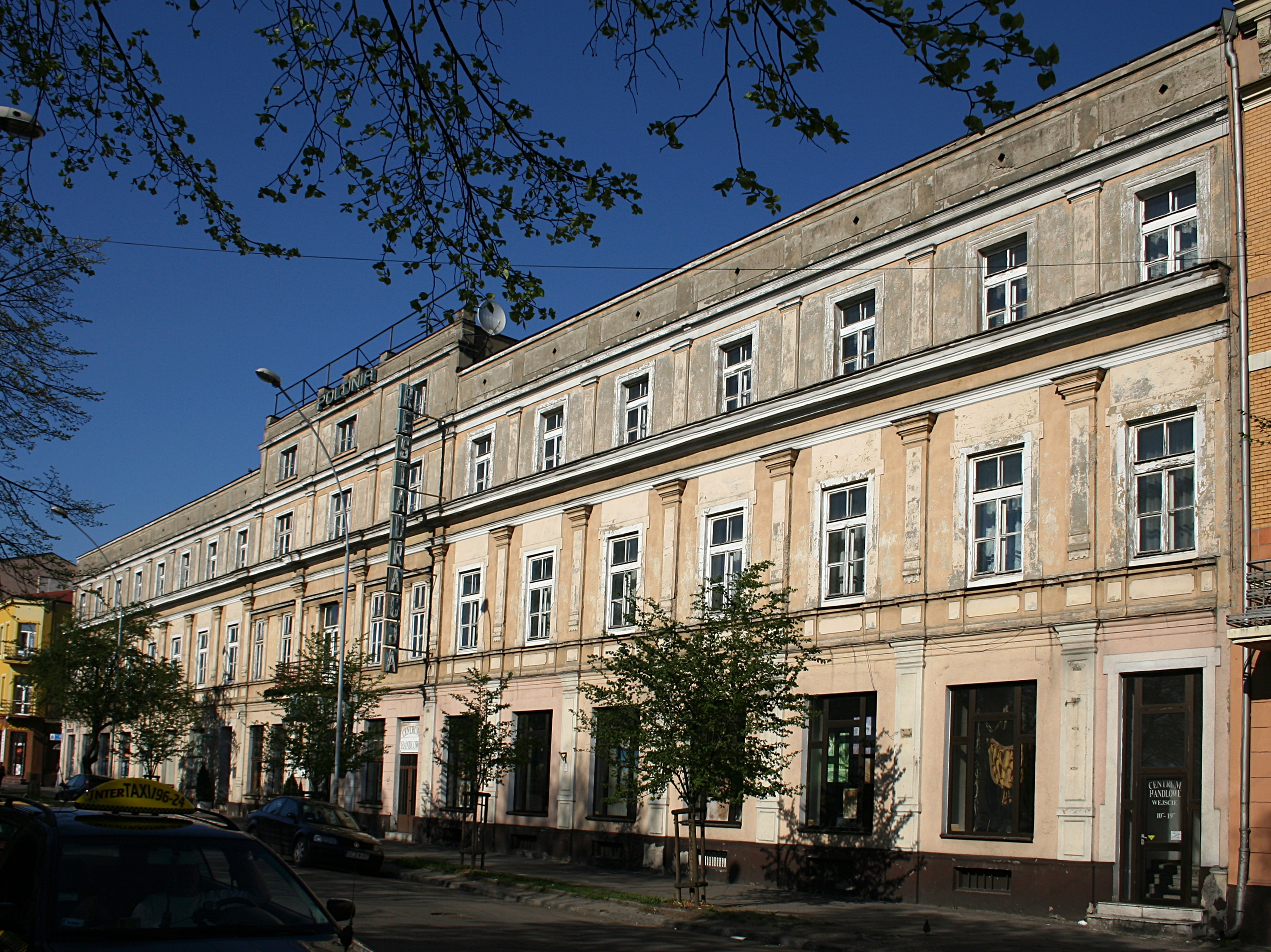
Hotel "Polonia"
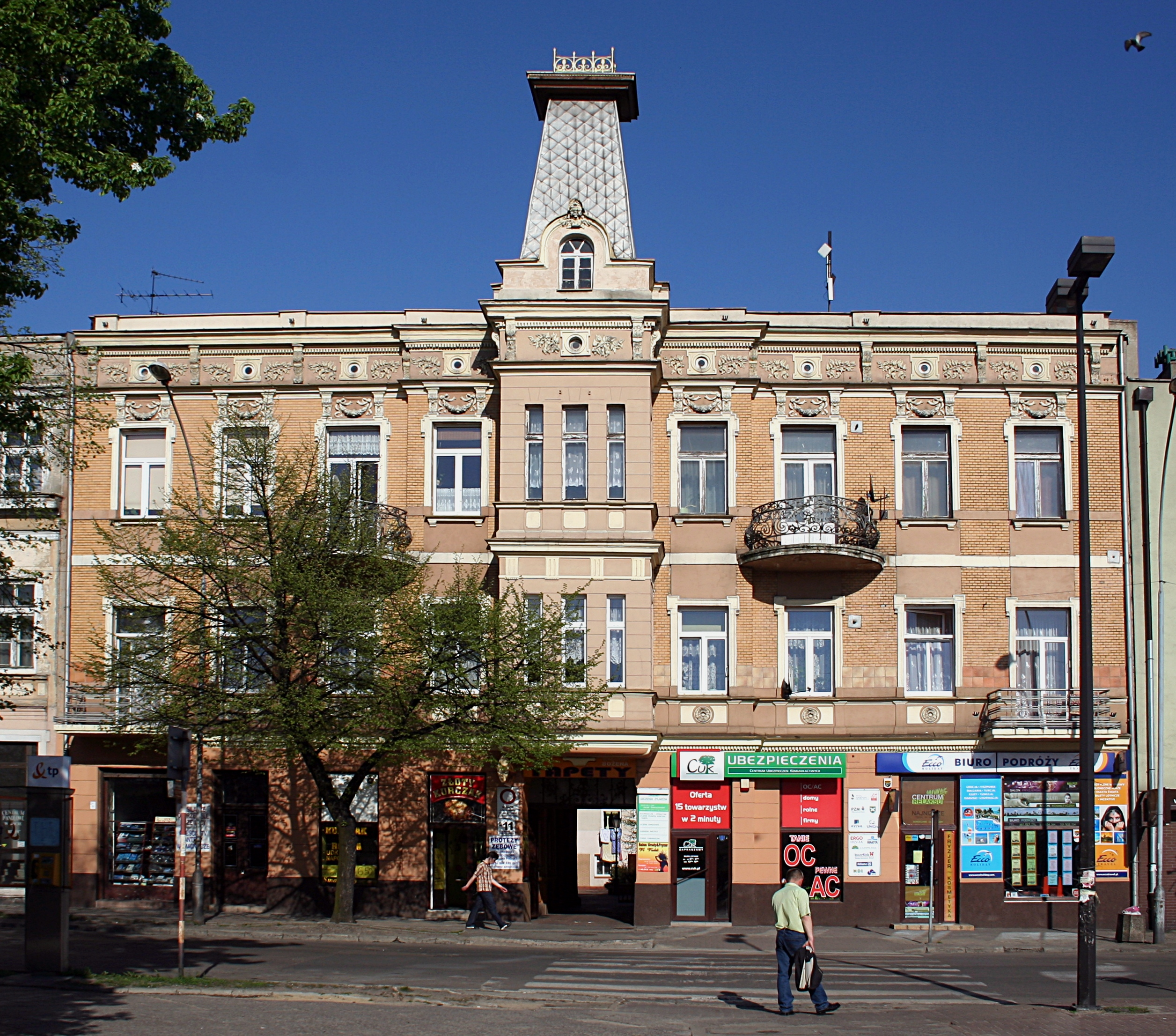
Zabytkowa kamienica z nr 11
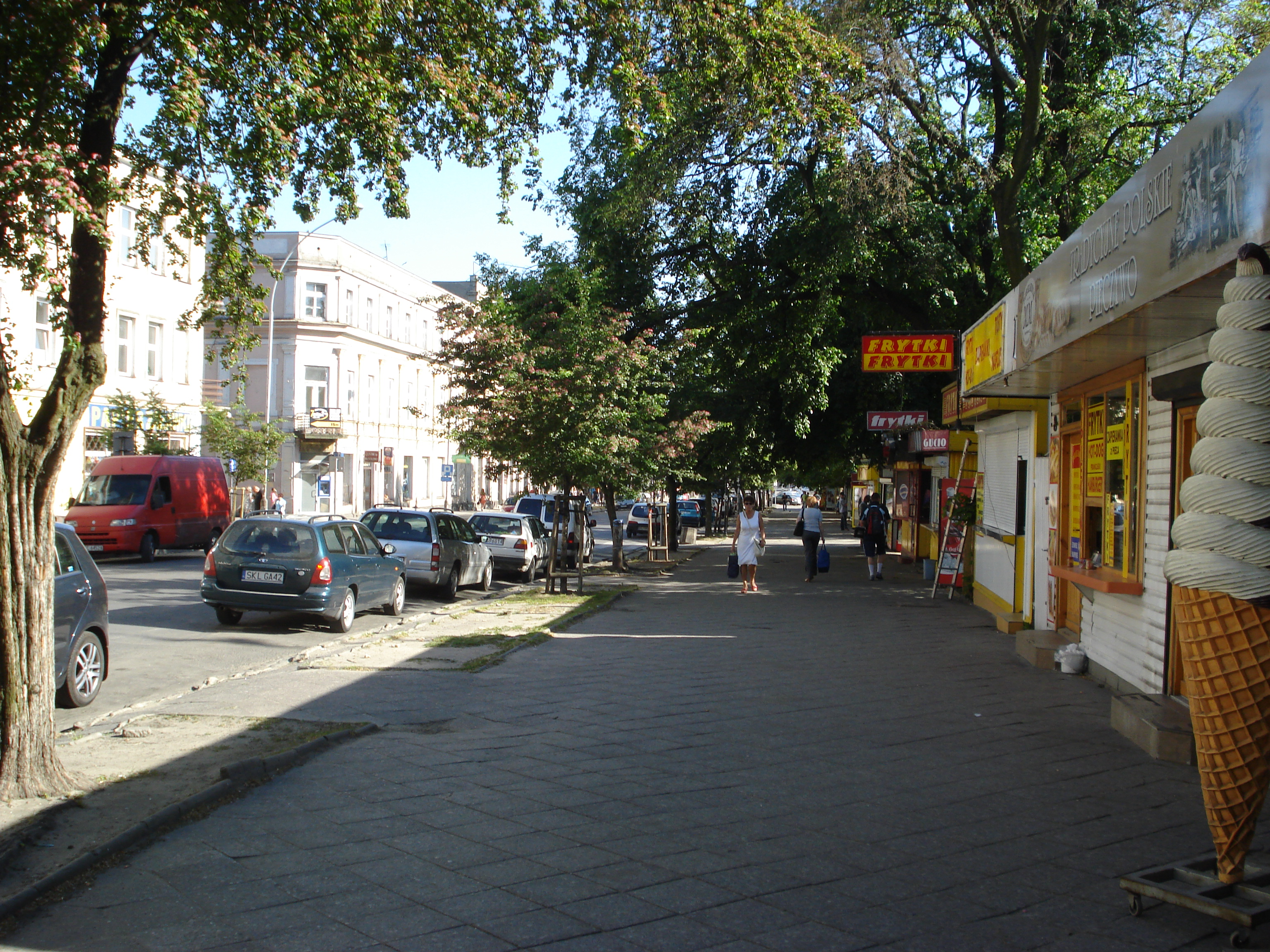
Sklepiki w 2011 roku